# Cymbalophora fumosa
Cymbalophora fumosa är en fjärilsart som beskrevs av Charles Oberthür 1910. Cymbalophora fumosa ingår i släktet Cymbalophora och familjen björnspinnare. Inga underarter finns listade i Catalogue of Life.